# Poésies (Arthur Rimbaud)

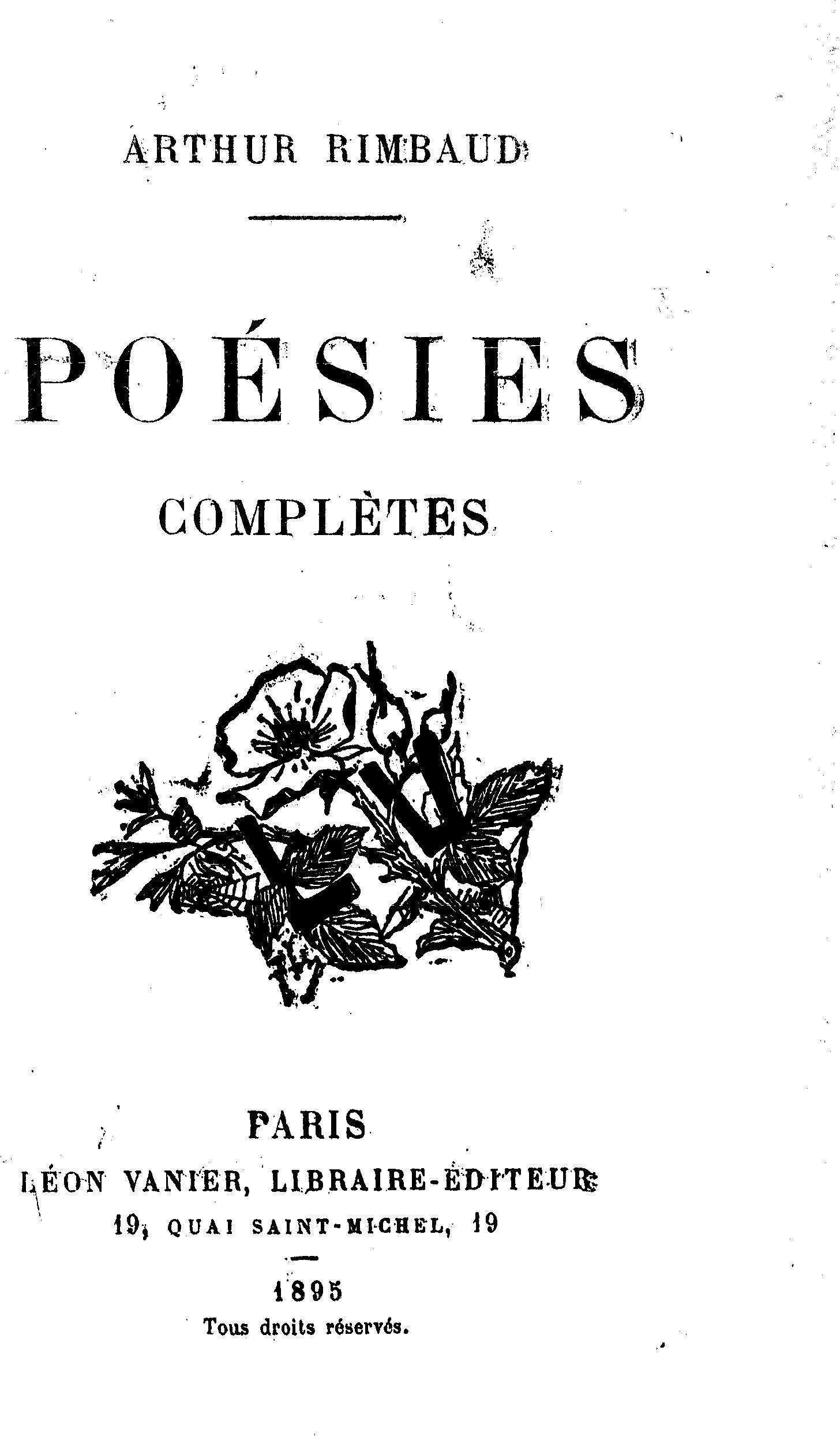
Titelpagina van de eerste druk van Poésies complètes

Poésies is een verzameling gedichten  die Arthur Rimbaud tussen 1869 en 1872 schreef.
De eerste gedichten hieruit die van Rimbaud bekend werden waren Les étrennes des orphelins (verschenen in La revue pour tous, 2 januari 1870), Trois baisers (in La Charge, 13 augustus 1870) en Les Corbeaux (in La renaissance littéraire et artistique, 14 september 1872).
De eerste collectie van zijn gedichten werd gepubliceerd onder de titel Le Reliquaire (Het reliekschrijn) door Rudolph Dargens (Genonceaux, 1891), terwijl Rimbaud stervende was in Marseille. Daarop volgde Poésies complètes, met een voorwoord van Paul Verlaine (Vanier, 1895). Tot de recente edities behoort Poésies complètes, uitgegeven door Pierre Brunel in Le Livre de Poche. Mogelijk het bekendste gedicht uit deze verzameling is Le bateau ivre.